# Ruy Díaz de Rojas
Ruy Díaz de Rojas (c. 1345-1378). Noble castellano de la Casa de Rojas. Era hijo de Lope Díaz de Rojas, que fue señor de la aldea de Espejo y de varias decenas de aldeas situadas en las merindades de Castrojeriz, Aguilar de Campoo y Villadiego.
Fue señor de Santa Cruz de Campezo, Rojas y Castil de Lences, caballero de la Orden de la Banda, merino mayor de Guipúzcoa y un destacado marino, por lo que tomó parte en varias campañas navales contra los navarros y los ingleses en la década de 1370.
Falleció luchando contra los gascones en 1378.

## Genealogía y descendencia
Fue hijo de Lope Díaz de Rojas, III señor de Poza y merino mayor de Guipúzcoa, y de Sancha de Velasco. Tuvo por lo menos dos hermanos, Sancho Sánchez de Rojas, IV señor de Poza, y Sancha de Rojas y Velasco, quien casó dos veces sin dejar descendencia y fue la fundadora del monasterio de la Asunción  en Castil de Lences.
Ruy contrajo matrimonio con Mencía Vélez de Guevara (1325-c. 1385), hija de Beltrán Vélez de Guevara y Haro y de Mencía Fernández de Ayala y Álvarez de Ceballos. Fueron padres de
- Lope de Rojas, quien heredó el señorío de su padre y contrajo matrimonio con María de Gaona;
- Sancha de Rojas y Guevara, señora de Santa Gadea y mujer de Gómez Manrique de Lara, I señor de Requena; y
- Mencía de Rojas y Guevara, casada con Juan Hurtado de Mendoza.

## Conquista de La Rochela
En el año de 1370, como merino mayor de Guipúzcoa, preparó una flota con destino a La Rochelle, ya que en su conflicto con los ingleses, Enrique fue aliado de Carlos V el Sabio, a cuya disposición puso la flota castellana, pieza fundamental en la conquista gala del puerto de La Rochelle, en cuya primera fase el almirante Bocanegra anuló por completo a la escuadra inglesa. Participó en la batalla como jefe de las naos.
Por lo que respecta a la Corona de Castilla, su rotunda victoria tuvo para ella favorables repercusiones militares y económicas. Se consolidó como primera potencia naval en el Atlántico, otorgando así mayores posibilidades mercantiles a sus marinos (fundamentalmente vascos y cántabros). El comercio de lana entre Inglaterra y Flandes se había interrumpido a causa de la guerra, y ahora será Castilla la que sustituya en esta actividad a la derrotada. Sus mercaderes construyeron incluso un almacén en Brujas. Los ingresos obtenidos de las exportaciones propiciaron un auge económico castellano, y Burgos se convirtió en una las ciudades más importantes de Europa Occidental.

## Guerra con Navarra
En el año de 1371 estuvo en la frontera navarro-castellana con el objeto de devolver las plazas arrebatadas por Carlos II en 1368; recuperó Contrasta y Santa Cruz de Campezo. En 1367, el rey Enrique II de Castilla le había hecho merced de esta última villa, merced confirmada en 1379 a su hijo Lope, y si éste muriese sin descendencia, pasaría a sus hermanas Sancha y Mencía.

## Cofradía de Álava
Consta su participación como cofrade en la última Junta de Arriaga celebrada 2 de abril de 1332, cuando se produjo lo que tradicionalmente se conoce como Voluntaria entrega o Pacto de Arriaga, es  decir, la autodisolución de la Cofradía y la entrada en el realengo castellano de su territorio.